# کروشچیتسا (آرییه)
کروشچیتسا (به صربی: Kruščica) یک منطقهٔ مسکونی در صربستان است که در آرییه واقع شده‌است. کروشچیتسا ۲۵٫۱۹ کیلومتر مربع مساحت و ۳۶۰ نفر جمعیت دارد و ۷۴۹ متر بالاتر از سطح دریا واقع شده‌است.